# أبغرم (تشالدران)
أبغرم (بالفارسية: ابگرم) هي قرية تقع في أذربيجان الغربية في إيران. يقدر عدد سكانها بـ 133 نسمة بحسب إحصاء 2016.